# Bataille de Meiktila et de Mandalay
Théâtre d'Asie du Sud-Est de la Seconde Guerre mondiale
Batailles
Invasion japonaise de la Birmanie :
- Rivière Bilin
- Pont de la Sittang
- Pégou
- Barrage routier de Taukkyan
- Route Yunnan-Birmanie (Tachiao
- Oktwin
- Taungû)
- Shwedaung
- Prome
- Yenangyaung

Opérations en Birmanie (1942-1943) :
- Arakan
- The Hump
- Chindits
- Nord de la Birmanie et ouest du Yunnan

Opérations en Birmanie en 1944 :
- Chindits (2)
- Admin Box
- U-Go (Imphal
- Sangshak
- Court de tennis
- Kohima)
- Myitkyina
- Mogaung
- Mont Song

Opérations en Birmanie (1944-1945) :
- Meiktila et Mandalay
- Pakokku et Irrawaddy
- Colline 170
- Île de Ramree
- Tanlwe Chaung
- Dracula
- Elephant Point
- Coude de la Sittang

La bataille simultanée de Meiktila et de Mandalay ou communément bataille de la Birmanie centrale, a été l'un des derniers engagements décisifs de la campagne de Birmanie. Malgré des difficultés logistiques, les Alliés ont pu déployer de grandes forces blindées et mécanisées dans le centre de la Birmanie, et possédaient également la suprématie aérienne. La plupart des forces japonaises en Birmanie ont été détruites pendant les batailles, permettant aux Alliés de reprendre plus tard la capitale, Rangoun, et ainsi de réoccuper la majeure partie du pays en rencontrant une opposition désorganisée.

## Situation en 1945

### Situation japonaise
En 1944, les Japonais ont subi plusieurs défaites dans les régions frontalières montagneuses de la Birmanie et de l'Inde. En particulier, lors de la bataille d'Imphal et de la bataille de Kohima, la quinzième armée japonaise avait subi des pertes désastreuses, principalement dues à la maladie et à la famine.
La lourde défaite japonaise les a incités à effectuer des changements radicaux parmi leurs commandants et officiers supérieurs d'état-major en Birmanie. Le 1er septembre 1944, le lieutenant-général Heitarō Kimura a été nommé commandant de l'armée de la région birmane, succédant au lieutenant-général Masakazu Kawabe dont la santé s'était détériorée. À ce stade de la guerre, les Japonais battent en retraite sur la plupart des fronts et concentrent leurs ressources pour la défense de la patrie. Kimura avait auparavant été vice-ministre de la guerre et avait occupé d'autres postes chargés de mobiliser l'industrie japonaise pour l'effort de guerre. Ils espéraient utiliser les rizières, les usines et les puits de pétrole de Birmanie afin rendre les forces japonaises autonomes sur le plan logistique.
Le lieutenant-général Shinichi Tanaka a été nommé chef d'état-major de Kimura, avec la responsabilité quotidienne des opérations. Il avait auparavant commandé la 18e division d'infanterie dans le nord de la Birmanie et avait la réputation d'être inflexible. (Dans un renversement de rôles à la suite de la catastrophe d'Imphal, l'ancien chef d'état-major de l'armée de la région birmane, le lieutenant-général Eitaro Naka, a été muté pour commander la 18e division.)
Les pertes japonaises en Birmanie et en Inde en 1944 avaient été catastrophiques. Le personnel de Kimura décréta un effectif en Birmanie à 10 000 hommes (comparé à leur effectif papier de près de 25 000), mais la plupart des divisions rassemblaient à peine la moitié de ces effectifs réduits. De plus, ils ne disposaient pas assez d'armes antichar. Pour faire face aux blindés alliés massifs, ils furent forcés de déployer leur artillerie de campagne en première ligne, affectant leur capacité à fournir un appui-feu concentré sur l'infanterie. Les méthodes tels qu'une charge avec  une mine lunge ou les attaques suicides par des hommes portant des charges explosives n'étaient pas efficaces si les chars ennemis étaient étroitement soutenus par l'infanterie.
D'autres pertes handicapèrent les Japonais : leur 5e division aérienne, déployée en Birmanie, avait été réduite à seulement quelques dizaines d'avions pour affronter 1 200 avions alliés. Leur 14e régiment de chars ne possédait que 20 blindés.
Kimura admit que ses forces avaient peu de chances contre les Alliés numériquement et matériellement supérieurs en terrain découvert. Il entendait donc que, tandis que la vingt-huitième armée défendait la province côtière d'Arakan, s'appuyant sur le terrain difficile pour ralentir les avancées alliées, et la trente-troisième armée continua à mener des actions d'arrière-garde contre les forces américaines et chinoises qui tentaient d'ouvrir une route terrestre de l'Inde à la Chine, la quinzième armée se retirerait derrière le fleuve Irrawaddy. Il espérait déborder les Alliés face à cet obstacle, et ainsi mener une tentative de contre-offensive.

### Situation alliée

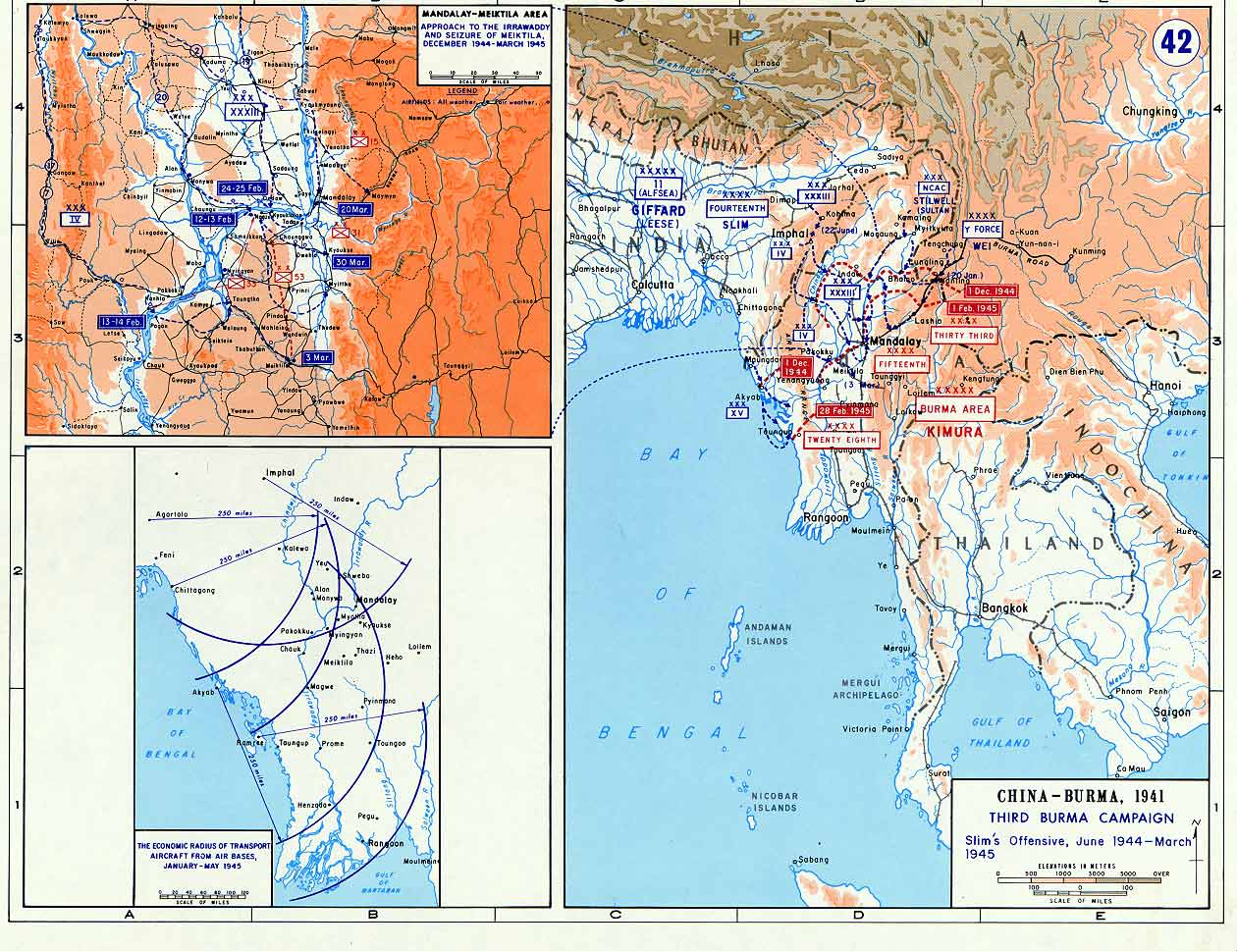
Opérations lors de troisième campagne de Birmanie sur le théâtre d'Asie du Sud-Est en 1944-45.

Le South East Asia Command avait commencé à faire des plans pour reconquérir la Birmanie dès juin 1944 (alors que la bataille d'Imphal était toujours en cours, bien que son issue soit claire). Trois options principales ont été proposées. L'une était de ne réoccuper que le nord de la Birmanie, pour permettre l'achèvement de la route de Ledo, reliant ainsi l'Inde et la Chine par voie terrestre. Elle ne fut pas retenue car l'organisation ne pouvait déployer qu'une fraction des forces disponibles et ne répondait qu'à un objectif stratégique dépassé. Une deuxième option était de capturer Rangoun, la capitale et principal port maritime, par une invasion maritime. Ce n'était pas non plus la meilleure option, car cela nécessiterait des navires de débarquement et de nombreuses ressources disponibles que lorsque la guerre prendra fin en Europe. Par défaut, le plan adopté fut une offensive en Birmanie centrale par la 14e armée britannique sous le lieutenant général William Slim, afin de reconquérir la Birmanie depuis le nord. L'opération, initialement baptisée opération Capital, qui visait à capturer Mandalay en Birmanie centrale, a été renommée opération Extended Capital pour englober une poursuite ultérieure vers Rangoun.
À l'appui de l'offensive de la 14e armée, le XVe corps indien avancerait dans la province côtière d'Arakan. Le corps reçut également l'ordre de saisir ou de construire des aérodromes sur la côte et sur les îles juste au large, qui pourraient être approvisionnés par mer et qui serviraient de bases à partir desquelles les avions approvisionneraient les troupes de Slim. Le Northern Combat Area Command (NCAC) dirigé par les Américains, composé principalement de troupes chinoises, continuerait son avance pour se relier aux armées chinoises attaquant depuis la province du Yunnan dans le sud-ouest de la Chine et achever ainsi la route de Ledo reliant la Chine et l'Inde. Les alliés espérèrent ainsi détourner, par le XVe corps et le NCAC, autant de forces japonaises que possible du front décisif en Birmanie centrale.
Les principaux problèmes auxquels la 14e armée serait confrontée étaient d'ordre logistique. Les troupes avançant devraient être approvisionnées sur des routes brutes s'étendant sur des distances bien plus grandes que celles jamais rencontrées en Europe. Bien que des expédients tels que le transport fluvial construit localement et les revêtements routiers temporaires tous temps (fabriqués à partir de matériaux de sac de jute grossiers imprégnés de bitume et de diesel) devaient être utilisés, les avions de transport devaient être essentiels pour l'approvisionnement des unités avancées. La menace d'un désastre se vit dès le 16 décembre 1944, lorsque 75 avions de transport américains furent brusquement transférés en Chine, où l'opération Ichi-Go menaça directement les aérodromes américains. Malgré un transfert à la hâte du théâtre méditerranéen pour remplacer ceux expédiés en Chine, les menaces persistantes de privation du soutien des avions de transport américains à la 14e armée sera une préoccupation constante pour Slim au cours des batailles à venir.
La quatorzième armée était appuyée par le 221e Group de la RAF, qui exploitait des bombardiers B-25 Mitchell, des chasseurs Hawker Hurricane et P-47 Thunderbolt et des chasseurs-bombardiers à longue portée Bristol Beaufighter. Ils pouvaient également faire appel aux bombardiers lourds B-24 Liberator de la Force aérienne stratégique d'Extrême-Orient. L'aspect le plus important du soutien aérien était probablement le Combat Cargo Task Force, qui comprenait des escadrons d'avions de transport britanniques et américains, en particulier l'omniprésent C47. La quatorzième armée exigea 7 000 sorties d'avions de transport chaque jour pendant l'intensité maximale des combats.
La plupart des divisions de Slim appartenaient à un établissement mixte de transport animalier et mécanique, ce qui leur permettait d'opérer sur un terrain difficile mais limitait leur vitesse de mouvement tactique à celle des hommes en marche ou des mulets. En prévision de combats dans le pays ouvert de la Birmanie centrale, Slim réorganisa deux de ses divisions (5e division indienne et 17e division indienne) en tant que formations d'infanterie partiellement motorisées et partiellement aéroportables.
À ce stade de la guerre, peu de renforts d'infanterie britannique étaient disponibles. Malgré des expédients tels que le recrutement de canonniers anti-aériens dans des unités d'infanterie, la force des formations britanniques de la 14e armée et des unités britanniques dans ses formations indiennes diminuait, et les unités indiennes et Gurkhas devaient de plus en plus supporter le poids des actions qui suivirent.

### Intelligence
Dans la campagne à venir, les Alliés et les Japonais souffriront d'un manque de renseignements sur l'ennemi et tous deux formulèrent des hypothèses erronées sur les intentions de leur adversaire.
Les Alliés avaient une supériorité aérienne incontestée. Outre les résultats de la reconnaissance aérienne, ils ont également reçu des rapports de derrière les lignes ennemies des unités de reconnaissance V Force et Z Force et de l'organisation de liaison de la résistance Force 136. Cependant, il leur manquait les informations détaillées dont disposaient les commandants en Europe grâce aux interceptions radio Ultra. La sécurité de la radio japonaise était bien au point ; plutôt que des machines de chiffrement comme la machine Enigma, que l'opération Ultra a pu déchiffrer à grande échelle, les Japonais utilisèrent « des livres de codes et ensuite des méthodes de chiffrement extrêmement difficiles pour cacher le texte codé... Les quartiers généraux des formations japonaises envoyèrent également un trafic radio beaucoup moins compromettant que leurs homologues allemands (ou alliés). Ce n'est que vers la fin de la bataille, lorsque les systèmes japonais de signalisation et d'état-major se sont en grande partie effondrés, que les Alliés ont obtenu des renseignements électromagnétiques importants. De plus, les armées alliées sur le terrain disposaient trop peu de linguistes japonais pour traduire les messages interceptés et les documents capturés.
En revanche, les Japonais furent grandement handicapés par le manque d'avions afin d'effectuer des missions de reconnaissance aérienne, et ne recevraient que peu d'informations de la population birmane qui devenait désillusionnée et réticente vis-à-vis du contrôle militaire japonais. Certaines formations avaient créé leurs propres organisations de renseignement ; par exemple, la vingt-huitième armée avait créé une branche du Hikari Kikan, connue sous le nom de Hayate Tai, dont les agents vivaient profondément à l'abri dans les régions frontalières de la Birmanie et dans certaines des régions les plus reculées du sud de la Birmanie. Cependant, ces agents ne pouvaient pas acquérir ou rapporter des informations assez rapidement pour être tactiquement utiles dans une bataille mécanisée rapide.

## Mouvements d'ouverture
À la fin de la saison de la mousson à la fin de 1944, la 14e armée avait établi deux têtes de pont sur le Chindwin, en utilisant des ponts préfabriqués Bailey. Sur la base des actions japonaises passées, Slim supposa que les Japonais se battraient dans la plaine de Shwebo, aussi loin que possible entre les fleuves Chindwin et Irrawaddy. Le 29 novembre, la 19e division indienne lança l'attaque du IVe corps britannique à partir des têtes de pont nord de Sittaung et Mawlaik, et le 4 décembre, la 20e division indienne du XXXIIIe corps indien attaqua depuis la tête de pont sud de Kalewa.
Les deux divisions ont fait des progrès rapides, ne rencontrant peu d'opposition. La 19e division en particulier, sous les ordres du général de division Thomas Rees s'approchait du centre ferroviaire vital d'Indaw, à 130 km à l'est de Sittaung, après seulement cinq jours. C'est à ce moment-là que Slim se rendit compte que son hypothèse antérieure selon laquelle les Japonais se battront en avant de l'Irrawaddy était incorrecte. Comme une seule des divisions du IVe corps avait été engagée jusqu'à présent, il put apporter des changements majeurs à son plan initial. La 19e division fut transférée au XXXIIIe corps, qui devait continuer à nettoyer la plaine de Shwebo et à attaquer vers Mandalay. Le reste du IVe corps, renforcé par les divisions de réserve de la 14e armée, passa du flanc gauche de l'armée à sa droite. Sa tâche était maintenant de descendre la vallée de Gangaw à l'ouest du Chindwin, de traverser l'Irrawaddy près de Pakokku et de s'emparer du centre logistique et de communication vital de Meiktila par une rapide poussée blindée. Pour persuader les Japonais que le IVe corps avançait toujours sur Mandalay, un QG factice fut installé près de Sittaung. Tout le trafic radio vers la 19e division fut relayé par cette installation.
Pour permettre au corps principal de leurs divisions de battre en retraite à travers l'Irrawaddy, les Japonais avaient laissé des arrière-gardes dans plusieurs villes de la plaine de Shwebo. Au cours du mois de janvier, la 19e division indienne et la 2e division britannique ont libéré Shwebo, tandis que la 20e division indienne eut une dure bataille pour prendre Monywa, un important port fluvial sur la rive est du Chindwin. Les arrière-gardes japonaises furent en grande partie détruites. Les Japonais conservèrent également un pied dans les collines de Sagaing, au nord de l'Irrawaddy près de Mandalay.
Pendant ce temps, le IVe corps débuta son avance dans la vallée de Gangaw. Afin de dissimuler le plus longtemps possible la présence d'unités lourdes du IVe corps, l'avance de la 7e division d'infanterie indienne, qui était destinée à lancer l'assaut à travers l'Irrawaddy, fut filtrée par la 28e brigade d'infanterie d'Afrique de l'Est et la brigade improvisée Lushai. Là où ces deux formations légèrement équipées rencontrèrent la résistance japonaise à Pauk, la ville fut lourdement bombardée par des avions alliés pour faciliter le travail des défenseurs.
L'itinéraire utilisé par le IVe corps nécessitait une mise à niveau à plusieurs endroits pour permettre le passage de l'équipement lourd. À un moment donné, la piste de véhicules s'étendait de Pauk à Kohima, à 563 km au nord par la route.

## La traversée de l'Irrawaddy
La 19e division indienne avait déployé des unités à travers d'étroites étendues de l'Irrawaddy à Thabeikkyin le 14 janvier 1945 et à Kyaukmyaung à 32 km au sud et 64 km au nord de Mandalay) le lendemain. Ils durent faire face à un combat acharné pendant quelques semaines, notamment contre les tentatives de contre-attaque de leurs têtes de pont par la 15e division japonaise. Les traversées en aval nécessita plus de préparation notamment parce que le fleuve était beaucoup plus large. Les bateaux d'assaut, les ferrys et d'autres équipements pour cette tâche manquaient au sein de la 14e armée, et une grande partie de cet équipement était désuet, ayant déjà été utilisé dans d'autres théâtres.
Slim prévoyait que la 20e division du XXXIIIe corps et la 7e division du IVe corps traverseraient simultanément le 13 février, afin de masquer davantage ses intentions ultimes. Sur le front du XXXIIIe corps, la 20e division avança à 32 km à l'ouest de Mandalay. Il réussit à établir de petites têtes de pont, mais celles-ci furent contre-attaquées pendant près de deux semaines par la 31e division japonaise. Des patrouilles de chasseurs-bombardiers firent taire plusieurs chars et canons japonais, avant que la 20e division puisse étendre ses positions en une seule tête de pont fermement tenue.
Dans le secteur du IVe corps, il était vital pour le plan global de Slim de s'emparer de la zone autour de Pakokku et d'établir rapidement une tête de pont ferme avec la 7e division. La zone fut défendue par la 72e brigade mixte japonaise et des unités de la 2e division de l'armée nationale indienne, sous Shah Nawaz Khan. Le 214e régiment de la 33e division japonaise tenait une tête de pont à Pakokku.
La traversée par la 7e division indienne (qui a été retardée de 24 heures pour réparer les bateaux d'assaut), s'est faite sur un large front. La 28e brigade est-africaine fit une feinte vers Yenangyaung pour distraire la 72e brigade japonaise tandis qu'une autre brigade attaquait Pakokku. Cependant, l'attaque principale à Nyaungu et un passage secondaire à Pagan (l'ancienne capitale et le site de nombreux temples bouddhistes) furent initialement désastreuses. Pagan et Nyaungu étaient défendus par deux bataillons du 4e régiment de guérilla de l'armée japonaise, dont un était en réserve. À Nyaungu, le 2e South Lancashire Regiment (en) subit de lourdes pertes lorsque leurs bateaux d'assaut tombèrent en panne sous les tirs de mitrailleuses balayant le fleuve. Finalement, le soutien des chars du 116e régiment du Royal Armoured Corps tirant à travers la rivière et de l'artillerie massée supprima les positions de mitrailleuses japonaises et permit au 4 / 15e régiment Punjab de renforcer une compagnie du South Lancashire qui avait établi une position précaire. Le lendemain, les défenseurs restants furent enfermés dans un réseau de tunnels. À Pagan, le passage du 1 / 11e régiment Sikh croula sous les tirs de mitrailleuses du 9e bataillon de l'armée japonaise, mais un bateau portant un drapeau blanc fut aperçu en train de quitter Pagan. Les défenseurs fuirent la ville et les Sikhs occupèrent Pagan sans résistance.
Slim nota dans ses mémoires que cette action était « la plus longue traversée de fleuve opposée tentée dans n'importe quel théâtre de la Seconde Guerre mondiale »,. Inconnu des Alliés, Pagan était la frontière entre les quinzième et vingt-huitième armées japonaises. Cela retarda la réaction japonaise à la traversée.
À partir du 17 février, la 255e brigade de chars indienne et les brigades d'infanterie motorisées de la 17e division commencèrent à traverser la tête de pont de la 7e division. Afin de détourner davantage l'attention des Japonais de cette zone, la 2e division britannique commença à traverser l'Irrawaddy à seulement 16 km à l'ouest de Mandalay le 23 février. Cette traversée évita un désastre en raison de bateaux qui fuyaient et de moteurs défectueux, avant qu'une brigade ne traverse avec succès, et les autres franchissant sa tête de pont.

### Ordres de bataille
À ce stade, les Japonais renforçaient à la hâte leur front central avec des unités du front nord (où le Northern Combat Area Command dirigé par les Américains avait en grande partie cessé ses opérations lorsque ses unités chinoises étaient rappelées en Chine) et avec des unités de réserve du sud de la Birmanie.
| Ordre de bataille japonais | Ordre de bataille allié |
| --- | --- |
| - Armée de la région birmane (Lieutenant-général Heitarō Kimura) - (sous commandement de l'armée) - 2e division (retirée en Indochine française) - 49e division (passant du sud au centre de la Birmanie) - 14e régiment de chars - 4e régiment d'artillerie - Quinzième Armée (Lieutenant-général Shihachi Katamura) - 15e division (au nord de Mandalay) - 31e division (à l'ouest de Mandalay) - 33e division (Myingyan) - 53e division (dans la réserve locale, au sud de Mandalay) - Vingt-huitième armée (Lieutenant-général Shōzō Sakurai) - 54e division (Arakan) - 55e division (Arakan et sud de la Birmanie) - 72e brigade mixte indépendante (basse vallée de l'Irrawaddy) - Trente-troisième armée (Lieutenant-général Masaki Honda) - 18e division (déménagement vers le centre de la Birmanie) - 56e division (États Shan)NB - 24e brigade mixte indépendante (retrait à Moulmein)NB - Armée nationale indienne - 2e division (Mont Popa) NB L'unité n'a pas participé à la bataille en Birmanie centrale | - Quatorzième armée (Lieutenant-général William Slim) - (sous commandement de l'armée) - 5e division d'infanterie indienne (motorisée / transportable par air) (rejoignant le IVe corps) - IVe corps (Lieutenant-général Frank Messervy) - 7e division d'infanterie indienne - 28e brigade d'infanterie (Afrique de l'Est) - Brigade Lushai (retirée en Inde) - 17e division d'infanterie indienne (motorisée / transportable par avion) - 255e brigade de chars indienne (chars M4 Sherman) - XXXIIIe corps (Lieutenant-général Montagu Stopford) - 2e division d'infanterie britannique (motorisée) - 19e division d'infanterie indienne - 20e division d'infanterie indienne - 268e brigade d'infanterie indienne (motorisée) - 254e brigade de chars indienne (chars Grant et Stuart) |

## Capture de Meiktila

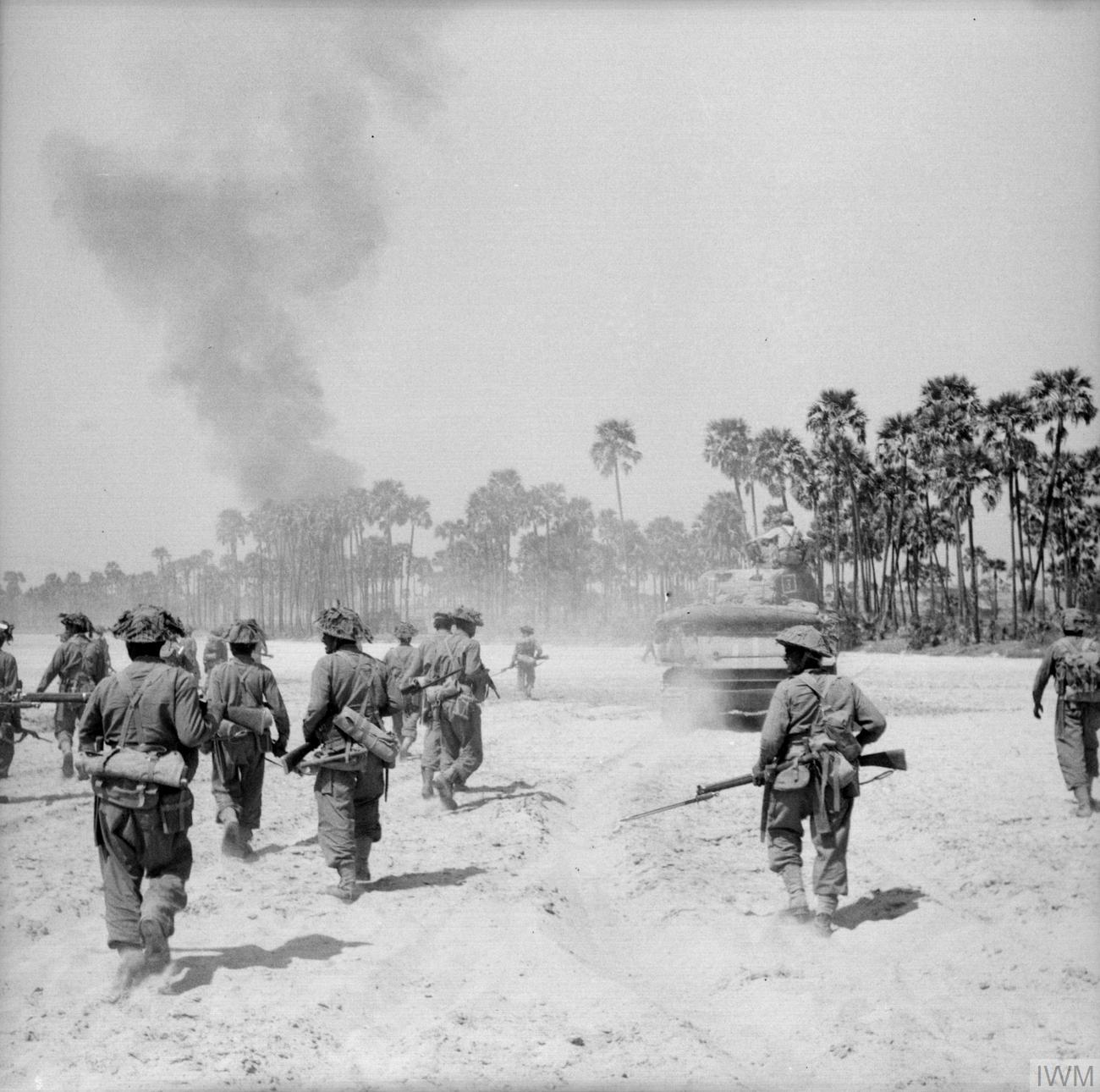
6 / 7e régiment Rajput accompagné de chars attaquent près de Meiktila.

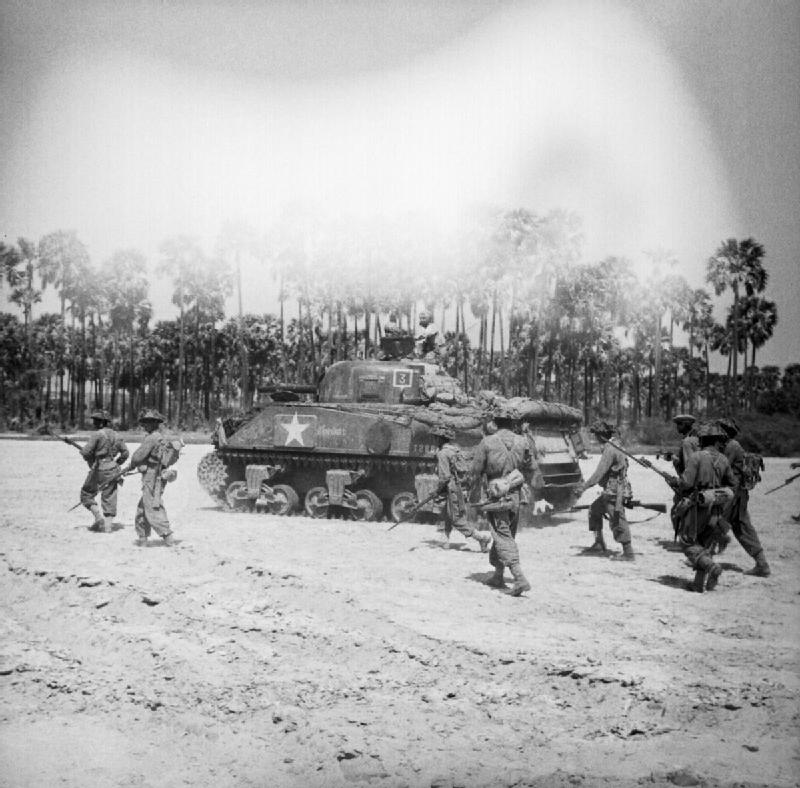
Le régiment Punjab avance vers Meiktila sous le couvert d'un char Sherman.

La 17e division indienne, dirigée par le général de division David Tennant Cowan, quitta la tête de pont de Nyaungu le 20 février et atteignit Taungtha, à mi-chemin de Meiktila, le 24 février. La division se composait de la 48e brigade d'infanterie indienne et de la 63e brigade d'infanterie indienne, toutes deux entièrement motorisées, avec la 255e brigade de chars indienne (moins un régiment laissé avec la 7e division) sous le commandement.
Ironiquement, le 24 février, une réunion du personnel japonais de haut niveau se tenait à Meiktila, pour discuter de la possibilité d'une contre-attaque au nord de l'Irrawaddy. Le commandement japonais fut sans aucun doute surpris par l'attaque alliée. Un officier agité sur le mont Popa signala que 2 000 véhicules circulaient vers Meiktila. Le personnel de la quinzième armée ou de l'armée de la région birmane supposa qu'il s'agissait d'une erreur et supprima l'un des zéros, pensant que l'attaque n'était qu'un raid. L'armée de la région birmane avait également ignoré un rapport de reconnaissance aérienne antérieur d'une vaste colonne de véhicules se déplaçant dans la vallée de Gangaw.
Le 26 février, les Japonais prirent conscience de l'ampleur réelle de la menace et commencèrent à mettre en place la défense de Meiktila. La ville se trouvait entre les lacs au nord et au sud, resserrant le front des assaillants. Les défenseurs étaient au nombre d'environ 4 000 et comprenaient la majeure partie du 168e régiment japonais de la 49e division, et des troupes antiaériennes et de ligne de communication. Alors que les Japonais s’apprêtèrent à creuser des retranchements, la 17e division indienne captura une piste d'atterrissage de Thabutkon, à 30 km à l’ouest de Meiktila. Cette prise sera du plus haut intérêt pour les Britanniques. La 99e brigade indienne y fut en effet immédiatement aérotransportés, de même qu’un ravitaillement en carburant, qui fut le bienvenu pour les Sherman qui participèrent à l’avance sur Meiktila.
Trois jours plus tard, le 28 février, la 17e division attaqua Meiktila de tous côtés, appuyée par une artillerie massive et des frappes aériennes. La 63e brigade indienne procéda à pied pour établir un barrage routier au sud-ouest de la ville afin d'empêcher les renforts japonais d'atteindre la garnison, tandis que le corps principal de la brigade attaquait depuis l'ouest. La 48e brigade indienne attaqua du nord sur la route principale de Thabutkon, bien qu'elle fût retardée par une position forte autour d'un monastère à la périphérie de la ville. La 255e brigade blindée, avec deux bataillons d'infanterie et une batterie de canons automoteurs Sexton de 25 livres sous commandement, débloqua un barrage routier au nord-est et fit un large balayage autour de la ville pour capturer les aérodromes à l'est et l'attaquer depuis le sud-est. L'essentiel de l'artillerie de la division (dans un port au nord-ouest de la ville, protégé par des unités de la 99e brigade) et des frappes aériennes fut affecté à l'appui de l'attaque de la 255e brigade.
Après le premier jour, Cowan retira les chars de la ville pendant la nuit, bien qu'ayant laissé des patrouilles pour défendre la zone déjà capturée. Le lendemain, le 1er mars, Cowan avait le commandant du corps (le lieutenant-général Frank Messervy) et le général Slim qui surveillaient anxieusement par-dessus son épaule à son quartier général, tous deux inquiets que les Japonais puissent tenir pendant des semaines. En l'occurrence, malgré une résistance désespérée, la ville tomba en moins de quatre jours. Bien que disposant d'une artillerie conséquente, les Japonais étaient incapables de concentrer suffisamment leur feu pour arrêter une seule brigade d'attaque. Le manque d'armes antichars handicapa gravement les défenseurs. Slim écrivit plus tard avoir vu deux pelotons du 1 / 7e régiment de fusiliers gorkhas soutenus par un seul char M4 Sherman envahir plusieurs bunkers japonais et éliminer leurs défenseurs en quelques minutes, en ne comptant que peu de perte parmi leur rang. Dans une tentative d'improvisation désespérée des défenses antichar, des soldats japonais s'accroupirent dans des tranchées avec une bombe aérienne de 250 kg avec l'ordre d'actionner le détonateur lorsqu'un char ennemi surgit au-dessus de la tranchée. La plupart furent abattus par un officier de la 255e brigade et des soldats indiens.

## Siège japonais de Meiktila
Les troupes japonaises qui se hâtaient de renforcer Meiktila furent consternées de constater qu'elles devaient maintenant reprendre la ville. Les forces japonaises engagées étaient :
49e division
106e régiment d'infanterie
168e régiment d'infanterie (composé uniquement des restes)
49e régiment d'artillerie
18e division
55e régiment d'infanterie
56e régiment d'infanterie
18e régiment d'artillerie de montagne
214e régiment d'infanterie (attaché à partir de la 33e division)
119e régiment d'infanterie (attaché à la 53e division)
« Naganuma Artillery Group » (ci-joint)
4e régiment d'infanterie (à partir de la 2e division d'infanterie)
« Mori Special Force » (une force de raid à longue portée de la taille d'un bataillon)
Beaucoup de régiments japonais, en particulier ceux de la 18e division, étaient déjà affaiblies après de violents combats au cours des semaines précédentes. 12 000 hommes et 70 pièces d’artillerie des 18e et 49e divisions ainsi que plusieurs unités indépendantes furent ainsi confrontées à cette redoutable tâche. Cowan garda un avantage certain puisqu'il disposait de 15 000 hommes, 100 chars et 70 canons. Il savait en outre qu’il pouvait compter sur l’aide de l’aviation et que des renforts vont lui parvenir. Un dernier élément jouait enfin en sa faveur : les unités japonaises n’eurent aucun contact entre elles et ne disposèrent d’aucun renseignement fiable concernant les positions alliées.
Les premiers combats ont lieu quand la 17e division indienne tenta en vain de dégager une route en direction de Nyaungu, celle-ci se replia alors sur Meiktila. Les premières attaques de la 18e division japonaise du lieutenant général Eitaro Naka furent lancées au nord et à l’ouest de la ville et furent repoussées avec de lourdes pertes pour les assaillants.

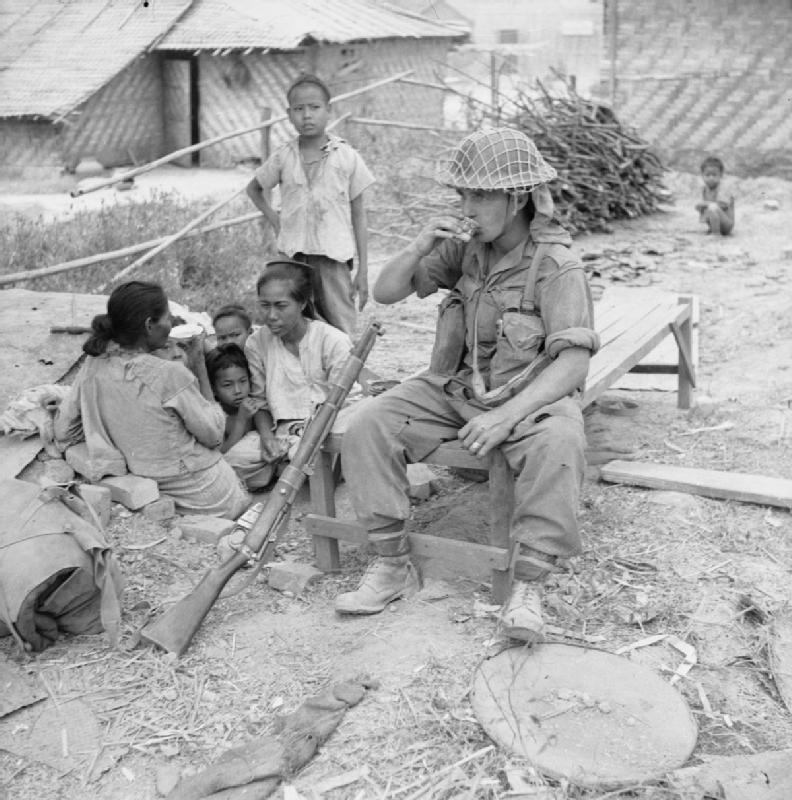
Une famille birmane vivant dans une pirogue partage le thé avec un soldat britannique à Meiktila, le 10 mars 1945.

À partir du 12 mars, Naka décida alors de s’attaquer aux terrains d’aviation situés à l’est de la ville. Les combats furent acharnés car Cowan avait besoin de ces pistes d’atterrissage afin d'assurer son ravitaillement. La 9e brigade d'infanterie indienne (de la 5e division indienne) fut déployée par avion sur les aérodromes à partir du 15 mars pour renforcer les défenseurs de Meiktila. Les atterrissages subirent la défense antiaérienne, mais seuls deux appareils furent détruits, totalisant 22 victimes. Le 18 mars, les Britanniques durent se résoudre à abandonner les atterrissages d’hommes et de matériel au profit d’un parachutage du ravitaillement (les blessés seront évacués dans des avions légers décollant sur une piste séparée et plus petite). Diverses attaques, non coordonnées, furent lancées par les Japonais, mais les positions alliées ne cédèrent pas.
Pendant ce temps, le 12 mars, Kimura avait ordonné au lieutenant-général Masaki Honda, commandant la trente-troisième armée japonaise, de prendre le commandement de la bataille de Meiktila. Le personnel du siège de Honda prit le contrôle le 18 mars, mais sans leurs unités de signalisation, ils ne pouvaient pas coordonner correctement les divisions attaquantes. Les attaques continuèrent donc à être disjointes. Les Japonais utilisaient leur artillerie en première ligne avec leur infanterie, ce qui mit hors de combat plusieurs chars ennemis, mais entraînait également la perte de nombreux canons. Lors d'une attaque majeure le 22 mars, les Japonais tentèrent d'utiliser un char britannique capturé, mais celui-ci fut détruit et l'attaque repoussée avec de lourdes pertes.
Le lieutenant Karamjeet Singh Judge (en) du 4e bataillon (15e régiment Punjab de l'armée indienne britannique) reçut à titre posthume la Croix de Victoria (VC) pour ses actes le 18 mars au cours de la bataille.

### Yenangyaung et Myingyan
Alors que Meiktila était assiégée, l'autre unité majeure du IVe corps britannique, la 7e division indienne, était engagée dans plusieurs batailles pour maintenir sa propre tête de pont, capturer l'important port fluvial de Myingyan et aider la 28e brigade (est-africaine) visé par des contre-attaques sur la rive ouest de l'Irrawaddy. Alors que la 72e brigade mixte indépendante du major général Tsunoru Yamamoto (renforcée par certaines unités de la 54e division japonaise de l'Arakan), tenta de reprendre l'avantage britannique à Nyaungu, le 2e régiment d'infanterie de l'armée nationale indienne (commandé par Prem Sahgal (en)), renforcé par les troupes restantes du 4e régiment de guérilla qui s'étaient opposées aux traversées initiales de l'Irrawady, étaient maintenant chargées de protéger le flanc exposé des forces de Kimura, ainsi que de bloquer les forces britanniques autour de Nyaungyu et Popa. Manquant d'armes lourdes ou de soutien d'artillerie, les forces de Sahgal utilisèrent des tactiques de guérilla, luttant contre de petites unités du Kanjo Butai (un régiment détaché de la 55e division japonaise), et réussirent pendant un certain temps.
La 7e division indienne dut maintenant faire face à la tâche supplémentaire de rouvrir les lignes de communication à la 17e division indienne assiégée par les deux routes qui traversaient la région et fut forcée d'annuler l'attaque sur Myingyan. Vers la mi-mars, la première brigade motorisée de la 5e division indienne les renforcèrent en nettoyant les troupes japonaises  de leurs bastions sur et autour du mont Popa pour dégager la route terrestre vers Meiktila.
Une fois le contact établi avec les défenseurs de Meiktila, la 7e division indienne reprit l'attaque sur Myingyan, qui fut capturée après quatre jours de combats du 18 au 22 mars. Dès sa capture, le port et le chemin de fer Myingyan-Meiktila furent réparés et remis en service pour les navires de ravitaillement utilisant le Chindwin.

## Chute de Mandalay

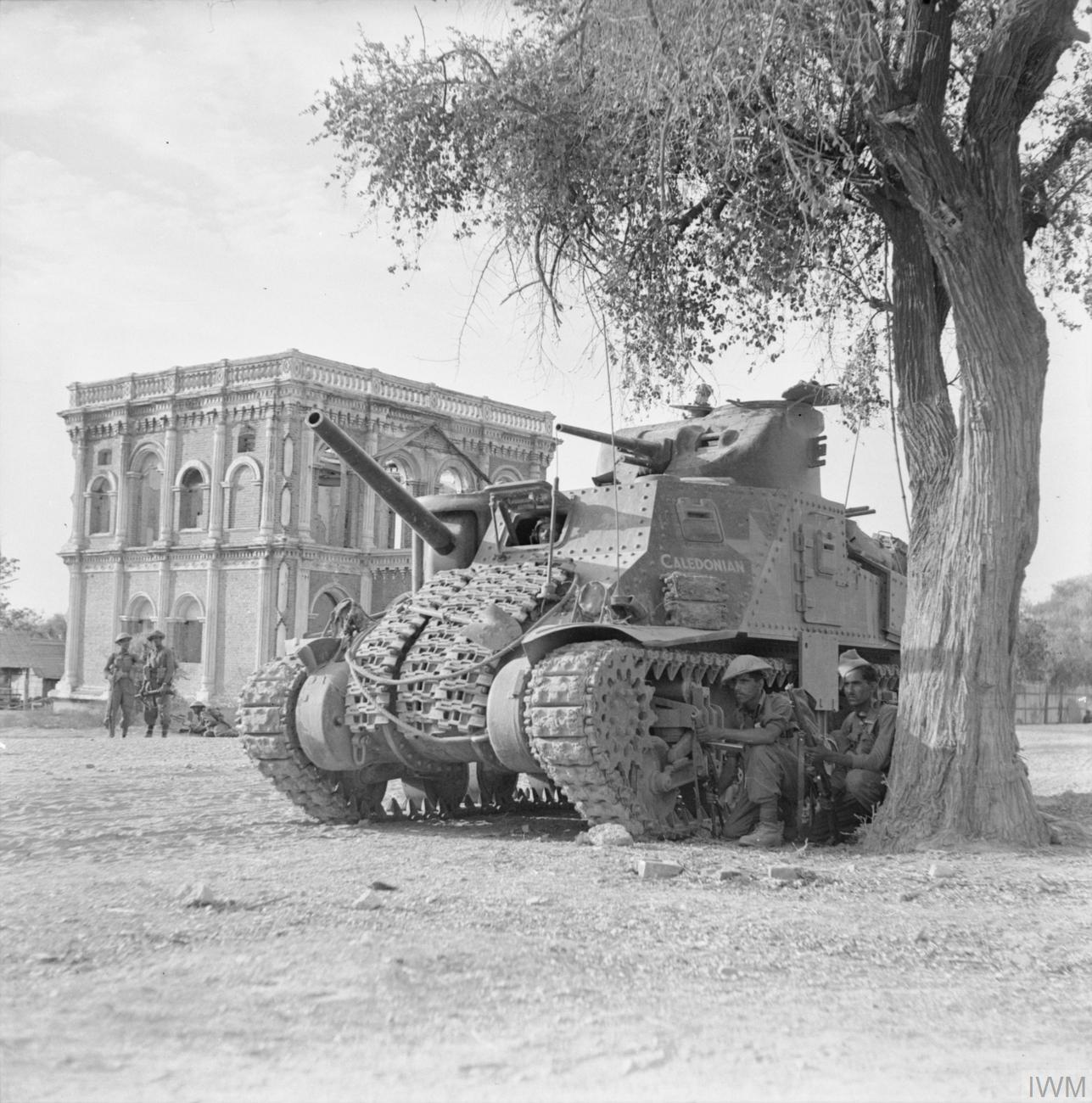
L'infanterie de la 19e division indienne se met à l'abri derrière un char Lee lors de combats de rue à Mandalay, du 9 au 10 mars 1945.

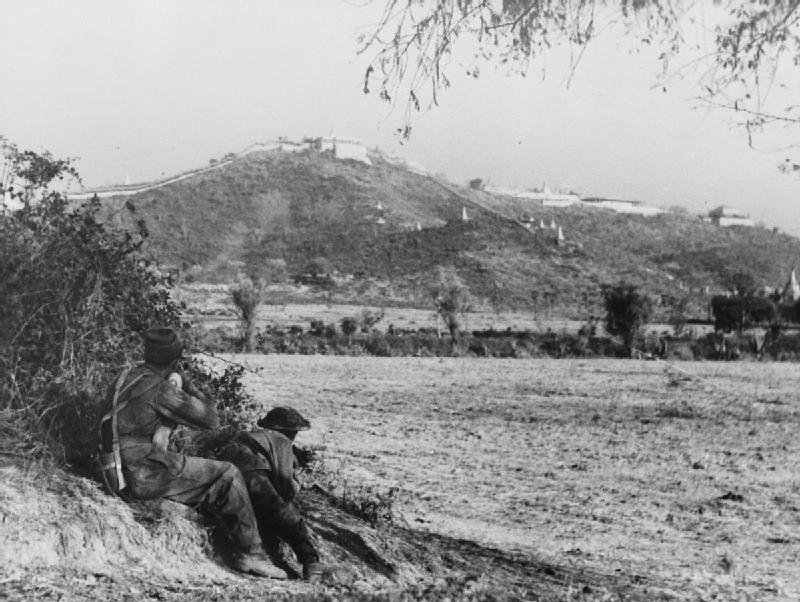
Les troupes de la 19e division indienne examinent les positions japonaises sur Mandalay Hill.

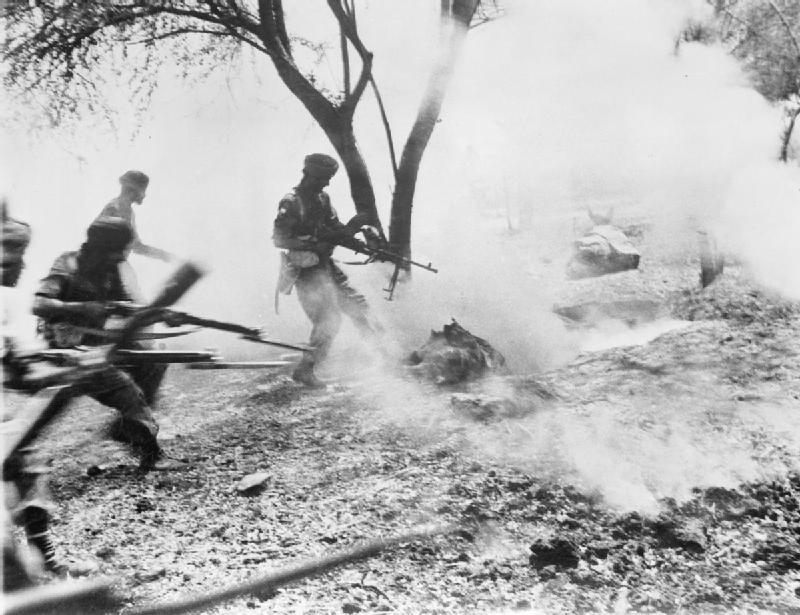
Les troupes indiennes nettoient un « trou de renard » japonais à Mandalay.

Fin janvier, la 19e division indienne avait dégagé la rive ouest de l'Irrawaddy et transféré toute sa force dans ses têtes de pont sur la rive est. À la mi-février, la  la 19e division indienne du général Rees repoussa les restes affaiblis de la 15e division japonaise vers le sud et étendit ainsi sa tête de pont en direction de Mandalay. C’est ainsi que, le 7 mars, ses avant-gardes purent apercevoir la colline de Mandalay, couverte de pagodes et de temples bouddhiques.
Le général Yamamoto, commandant  la 15e division japonaise, reçut l’ordre de tenir Mandalay coûte que coûte et d’y résister jusqu'au dernier homme. Cette ville fut en effet un centre logistique de première importance pour le front japonais de Birmanie. Bien plus, Kimura ne pouvait accepter l’humiliation de perdre la ville, même si cela devait lui occasionner des pertes douloureuses et irrécupérables.
Un bataillon Gurkhas (4/4e régiment de fusiliers Gorkhas), commandé par un officier qui avait servi à Mandalay avant la guerre, prit d'assaut la colline de la ville dans la nuit du 8 mars. Il faudra toutefois plusieurs jours aux Gurkhas pour nettoyer le secteur et éliminer les défenseurs nippons terrés dans des bunkers et des tunnels établis sous les pagodes.
Se frayant un chemin plus loin dans la ville, les troupes de Rees vont en revanche se trouver confrontés à une défense beaucoup plus inexpugnable en pénétrant plus en avant dans la cité. En effet, une ancienne citadelle entourée d’un fossé, le Fort Dufferin, était défendue avec acharnement par les Japonais. L'artillerie moyenne et les bombes larguées à basse altitude furent sans effets et un assaut tenté via le tunnel d’une voie ferrée près de l'angle des murs nord et ouest fut repoussé. La 19e division se prépara à un autre assaut via les égouts le 21 mars, mais qu'il ne puisse être effectué, les Japonais abandonnèrent le fort, également via les égouts. Le palais en teck du roi Thibaw Min avait brûlé pendant le siège, étant l'un des plus prestigieux bâtiment historique détruit.
Ailleurs sur le front du XXXIIIe corps, un régiment de chars et un régiment de reconnaissance de la 20e division, regroupés sous le nom de « Claudecol », enfonça à son tour le front au-delà de sa tête de pont et s’approcha dangereusement de Meiktila avant de faire volte-face vers le nord et menacer d’encerclement les restes des forces japonaises encore déployées dans le secteur (la 31e division et une partie de la 33e division), durement pressées en outre par la 2e division britannique qui se rapprochait de Mandalay par l’ouest. À la fin du mois de mars, la quinzième armée japonaise fut réduite à des restes non coordonnés essayant de se déplacer vers le sud pour se regrouper dans l'État shan.

## Fin de la bataille
Le 28 mars, le lieutenant-général Shinichi Tanaka, chef d'état-major de Kimura, s'est entretenu avec Honda au QG de la trente-troisième armée. Le personnel de Honda lui annonça la perte d'environ 50 chars britanniques et indiens, soit la moitié du nombre de chars présents à Meiktila. Ce faisant, l'armée subit 2 500 victimes et perdit 50 canons, ne disposant plus que de 20 pièces d'artillerie. Tanaka accepta la responsabilité d'ordonner à l'armée de Honda de rompre le siège de Meiktila et de se préparer à résister à d'autres avancées alliées vers le sud.
La retraite fut cependant particulièrement difficile pour les Japonais car ceux-ci ont perdu l’essentiel de leur matériel lourd et la chaîne logistique fut brisée par la perte de dépôts très importants. La victoire fut donc acquise pour Slim. La prise de Rangoon par la 14e armée n’était plus qu’une question de temps. De plus, avec la perte de Mandalay, la population birmane se retourna contre l'occupant japonais. Les soulèvements des guérilleros et la révolte de l'armée nationale birmane, que les Japonais avaient formée deux ans auparavant, contribuera à la défaite japonaise.